# Gustavsberg
Gustavsberg (em sueco: Gustavsberg;  PRONÚNCIA) é uma pequena cidade sueca situada no sudeste da província histórica de Uppland, e localizada na ilha de Värmdö.  
A cidade é conhecida pela sua fábrica de porcelana, fundada em 1825. 
Tem 23 395 habitantes (2021), e é sede da comuna de Värmdö, pertencente ao condado de Estocolmo. Fica a 20 km a leste de Estocolmo.  
Muitos habitantes de Gustavsberg, trabalham em Estocolmo para onde se deslocam diariamente. 

## Economia
- Fábrica de Porcelana de Gustavsberg [3][5]

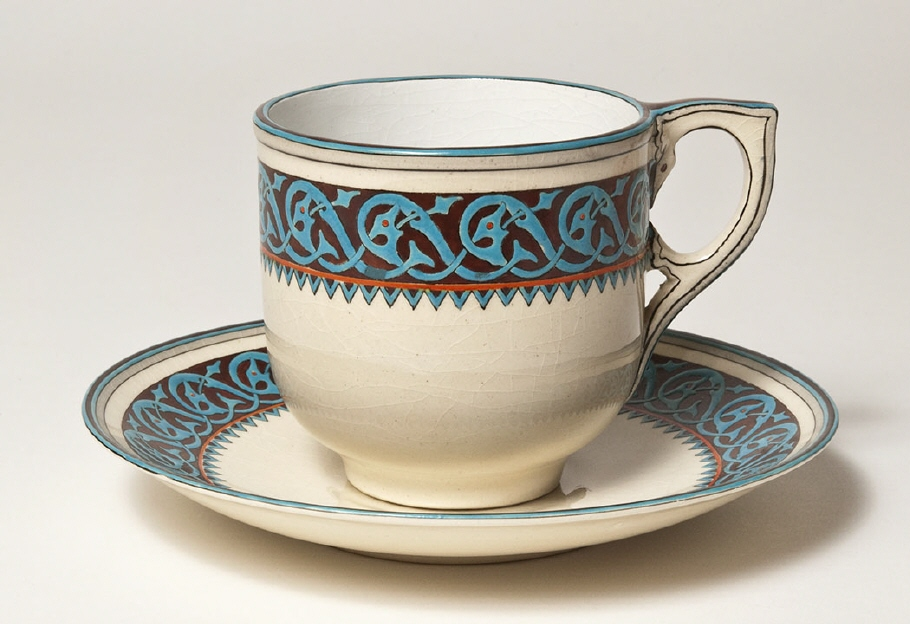
Peça de porcelana de Gustavsberg
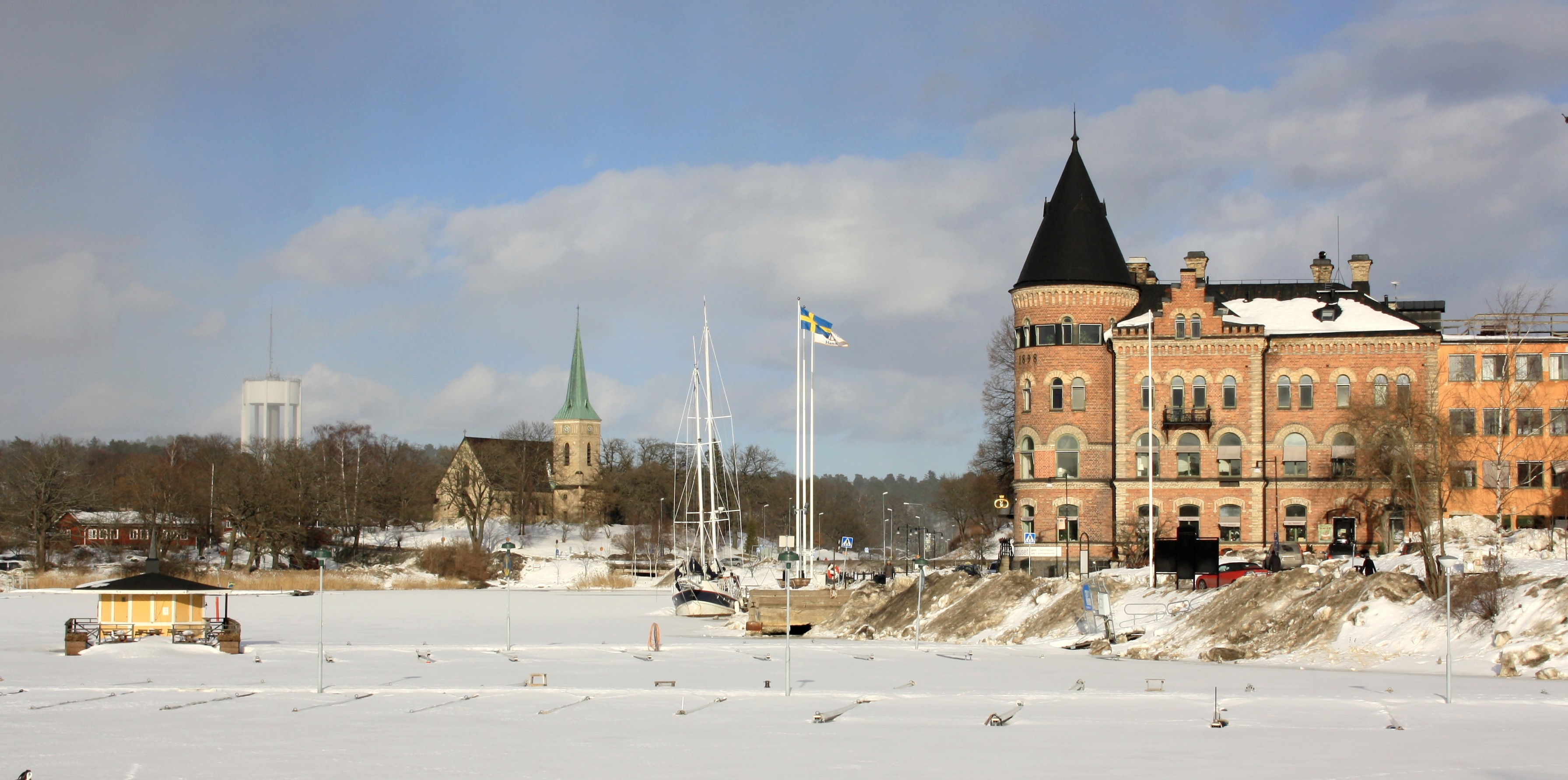
Porto de Gustavsberg
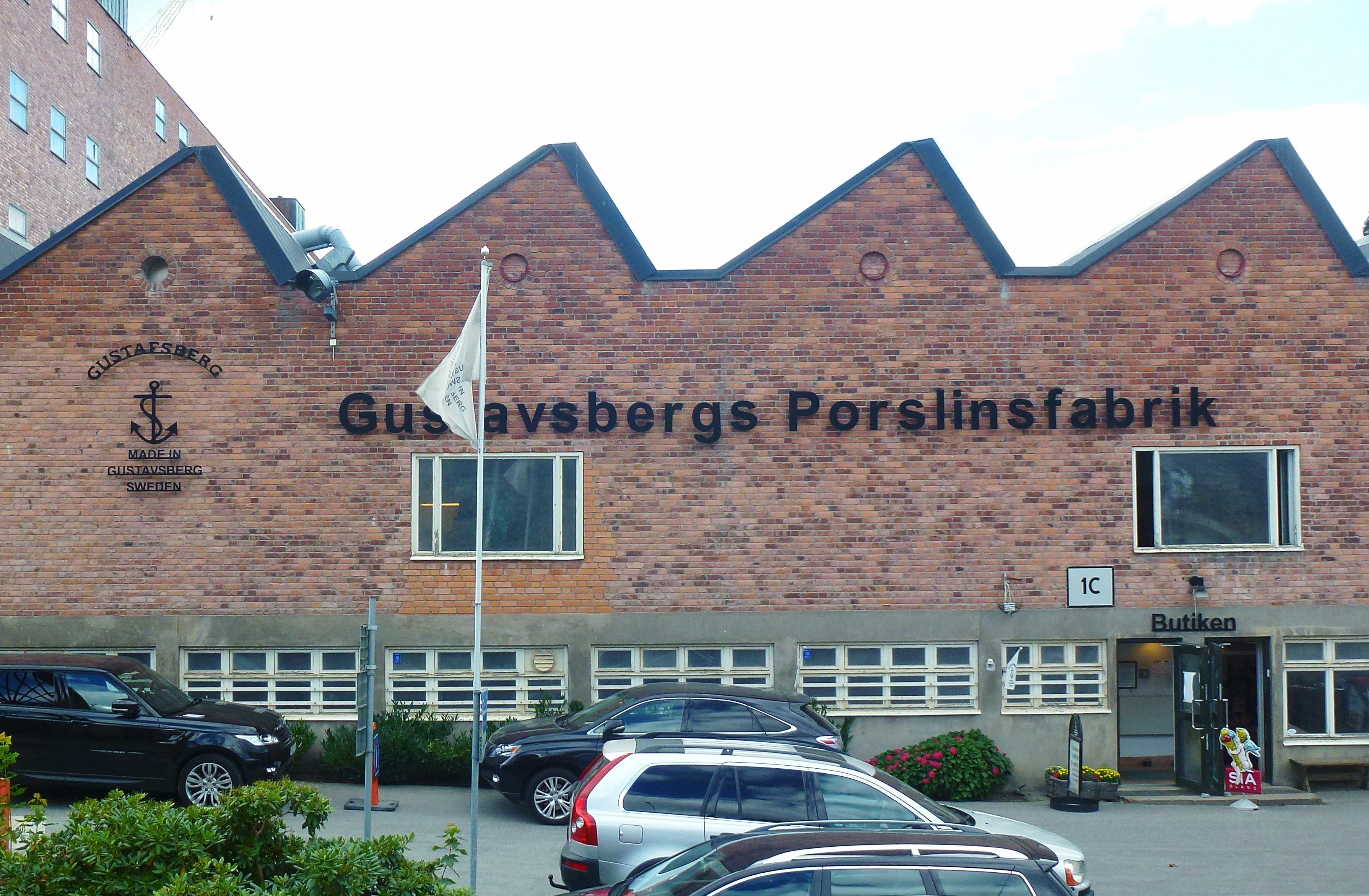
Loja da fábrica de porcelana
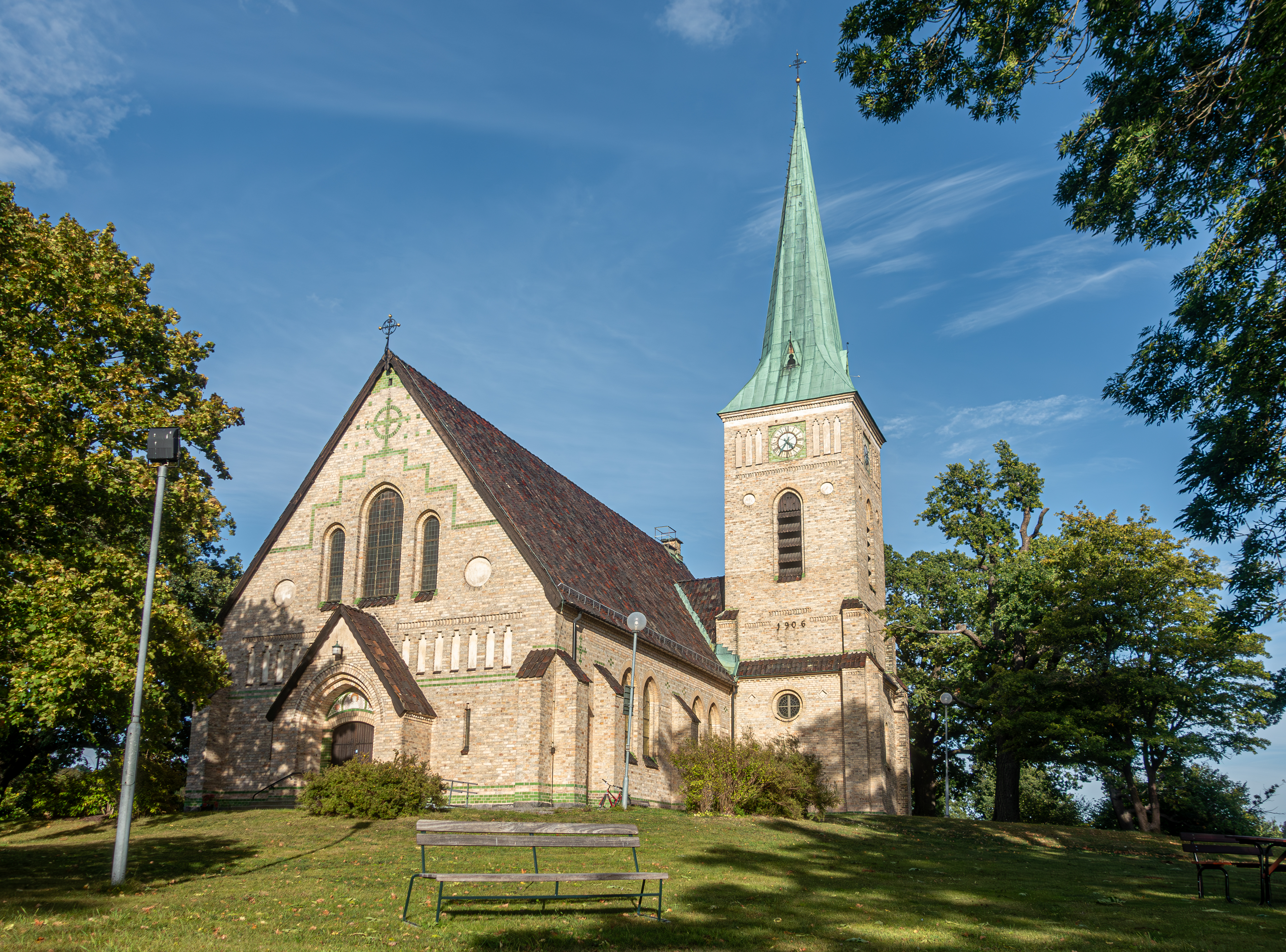
Igreja de Gustavsberg